# Paul Henrichsen
Paul Godtfred Emil Henrichsen (2 de setembro de 1893 — 5 de agosto de 1962) foi um ciclista norueguês. Nos Jogos Olímpicos de Verão de 1912 e 1920, competiu representando Noruega em quatro provas de ciclismo de estrada.